# Simon I van Montfort
Simon I van Montfort (circa 1025 - 25 september 1087) was in de 11e eeuw de tweede heer van Montfort. Hij behoorde tot het huis Montfort-l'Amaury.

## Levensloop
Simon I was de zoon van heer Amalrik I van Montfort uit diens huwelijk met Bertrada van Gometz. Na de dood van zijn vader, na 1052/1053, werd hij heer van Montfort, tot aan zijn eigen dood in 1087.
Hij zette de werkzaamheden aan de burcht van Montfort-l'Amaury verder, die door zijn vader waren begonnen. Ook was Simon in Montfort-l'Amaury verantwoordelijk voor de bouw van de Saint-Pierrekerk en de Saint-Laurentkapel. 
Simon I van Montfort overleed in september 1087 en werd bijgezet in Épernon.

## Huwelijken en nakomelingen
Zijn eerste echtgenote was Isabella, dochter van Hugo Bardoul, heer van Broyes. Ze kregen minstens twee kinderen:
- Amalrik II (1056-1089), heer van Montfort
- Isabella, huwde met Raoul II van Tosny, heer van Conches-en-Ouche

Na de dood van Isabella van Broyes hertrouwde Simon met Agnes, dochter van graaf Richard van Évreux. Ze kregen volgende kinderen:
- Richard (1065-1092), heer van Montfort
- Simon II (1068-1104), heer van Montfort
- Amalrik III (1070-1137), graaf van Évreux
- Bertrada (1070-1117), huwde in 1089 met graaf Fulco IV van Anjou en daarna in 1092 met koning Filips I van Frankrijk
- Willem (1073-1101), bisschop van Parijs
- Adeliza